# N・P (novela)
N.P. es una novela escrita por la autora japonesa Banana Yoshimoto (吉本ばなな）en 1990, traducida al inglés en 1994 por Ann Sherif y traducida al español en 1994 por Junichi Matsuura y Lourdes Porta.  

## Sinopsis
Kazami, una joven estudiosa de literatura, investiga el misterio que rodea al libro de cuentos, titulado N.P, del escritor Sarao Takase que escribía en inglés, vivió gran parte de su vida en Estados Unidos y se suicidó a los cuarenta y ocho años, dejando dos hijos, Saki y Otohiko. Poco a poco el lector va sintiendo la fascinación letal que ejerce la obra sobre quienes se acercan a estudiarla, en especial sobre sus traductores al japonés, uno de los cuales se quitó la vida después de traducir el relato número noventa y ocho. En cuanto Kazami conoce en una fiesta a los hijos del escritor, detecta inmediatamente una estela de locura en los ojos de esos hermanos tiernamente incestuosos. Otohiko advierte a Kazami de que otra joven, una auténtica «maniaca» obsesionada por el mismo libro, se cruzará, antes o después, en su camino. Así es como ella se verá envuelta en un inextricable laberinto del que nacerá un amor salvaje y desenfrenado.

## Información de libro
NP (edición español) por Banana Yoshimoto
- Tapa blanda - ISBN 9788472234406, publicado por Tusquets Editores.

- Datos: Q849015